# Albert Poelaert

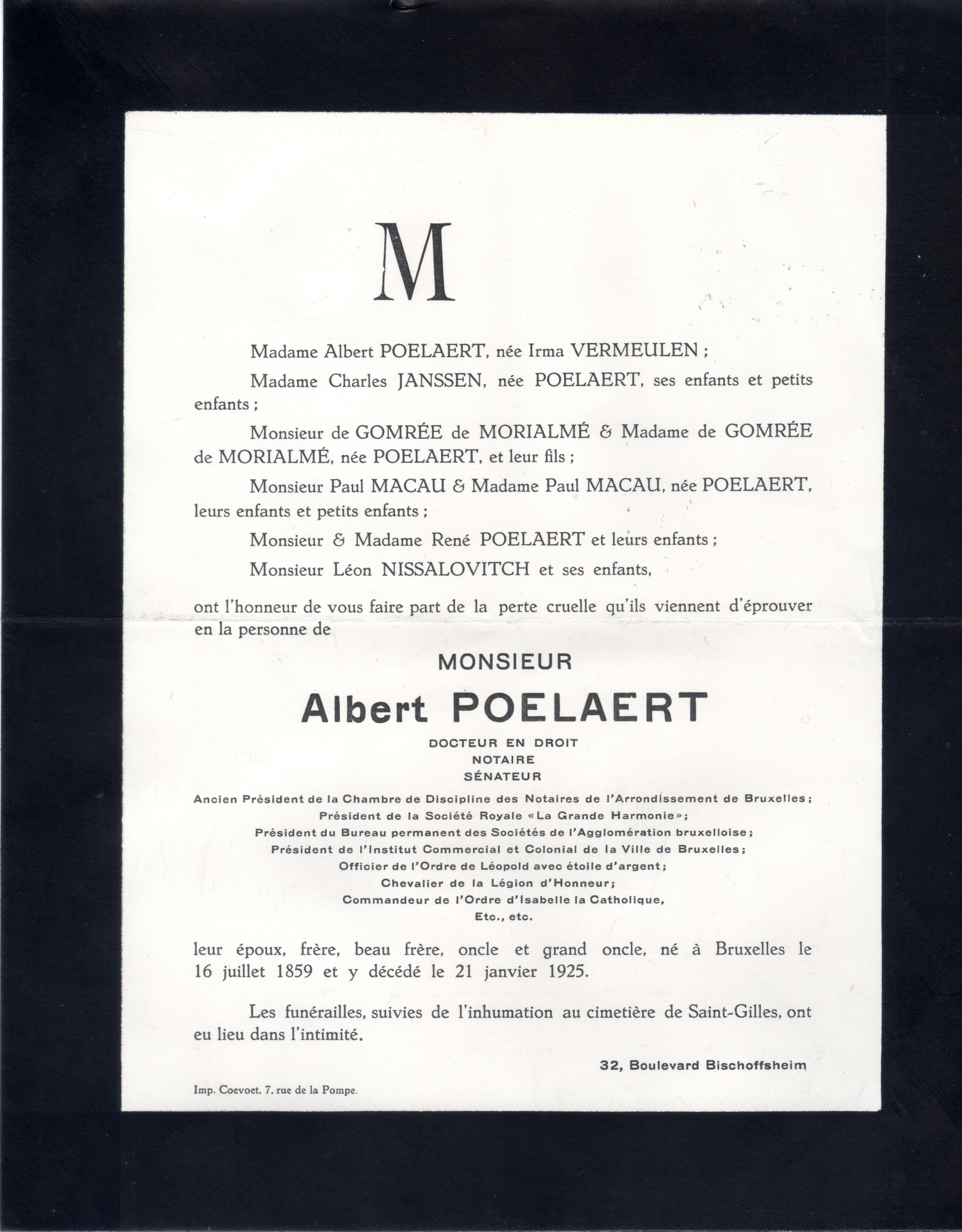
Faire -part de décès du notaire Albert Poelaert, 21 janvier 1925.

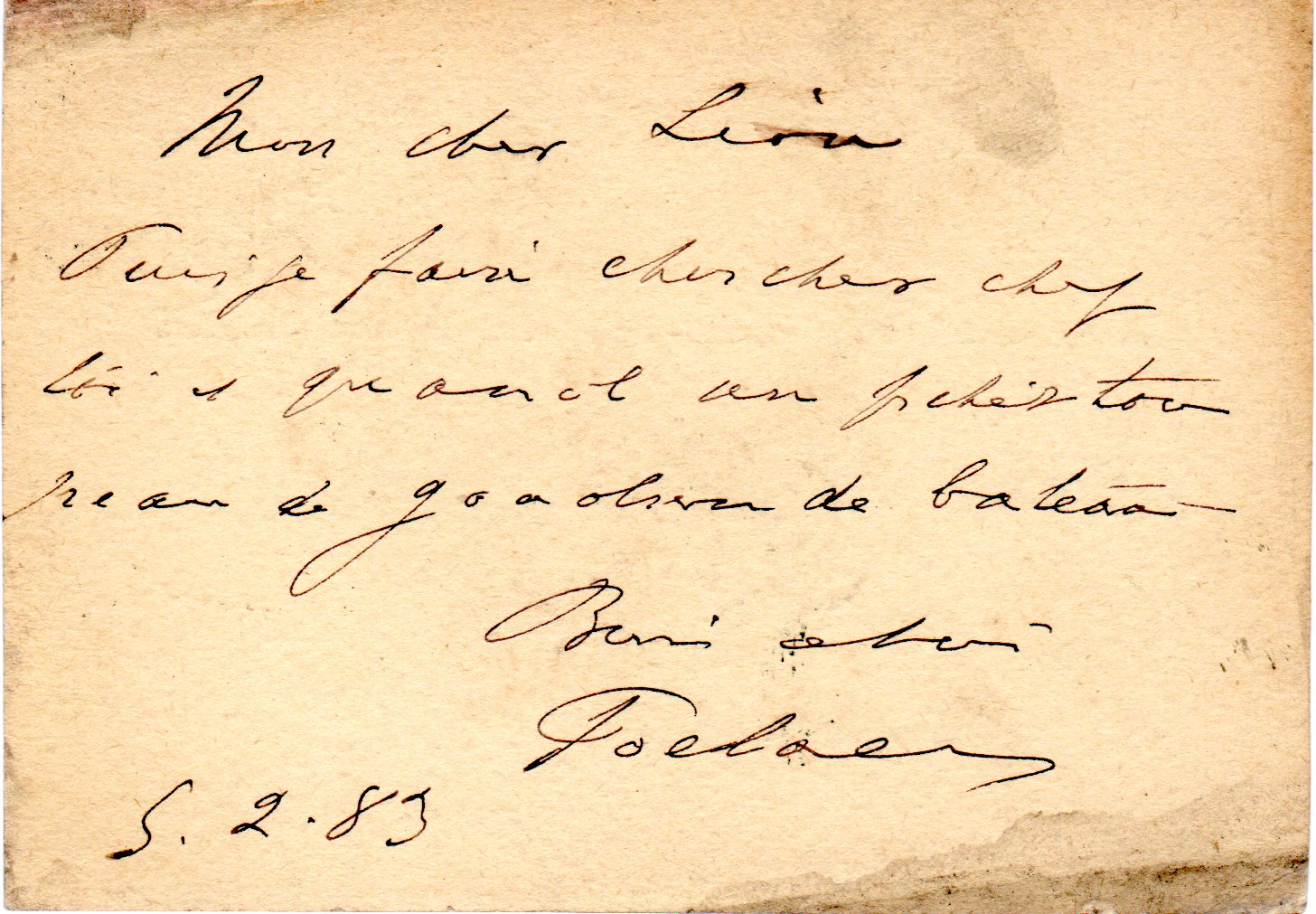
Carte postale d'Albert Poelaert, du 5 février 1883, à Léon Van Dievoet (1838-1908).

Albert Poelaert, officier de l'Ordre de Léopold avec étoile d'argent, chevalier de la Légion d'Honneur, commandeur de l'Ordre d'Isabelle la Catholique, né le 16 juillet 1859 à Bruxelles, mort le 21 janvier 1925 à Bruxelles, et enterré au cimetière de Saint-Gilles, est un homme politique libéral belge.

## Biographie
Albert Poelaert fut avocat et notaire; il fut élu conseiller communal de Bruxelles et sénateur de l'arrondissement de Bruxelles dès 1912. Il fut président de la Société royale La Grande Harmonie, et président de l'Institut commercial et colonial de la ville de Bruxelles.
Albert Poelaert avait acquis le château de Rouge-Cloître, détruit en 1961. En 1919, il avait acquis le château Fond'Roy à Uccle.
Il pratiquait également le yachting et était membre du "Royal Yacht Club de Belgique".
Il était domicilié au 32, boulevard Bischoffsheim à Bruxelles.

## Famille
Il était le neveu de l'architecte Joseph Poelaert et le fils de Constant Poelaert, avocat à la Cour d’Appel de Bruxelles, né à Bruxelles le 3 mai 1827, mort à Auderghem le 25 janvier 1898, et d'Ernestine Marie Henriette Jacobs (1835-1882) qui eurent six enfants.
Albert Poelaert avait épousé à Londres le 26 février 1887, Irma Vermeulen, née à Bruxelles le 3 novembre 1861 et morte à Uccle le 31 décembre 1943, divorcée d'Ernest Hanssens (1859-1918), fille d'Adrien Vermeulen, notaire, et de Valérie Anneet. Ils n'eurent pas d'enfants.
Albert Poelaert était le frère de Berthe Poelaert, née à Bruxelles le 28 juin 1858, qui épousa à Bruxelles le 4 septembre 1877, Charles Janssen, Commandeur de l'Ordre de Léopold avec rayure d'or, avocat à la cour d'appel de Bruxelles, homme politique belge, né à Tirlemont le 4 novembre 1851 et mort à Bruxelles le 29 mai 1918.

## Sources
- Liberaal Archief